# Самодуров, Вячеслав Владимирович
Вячесла́в Влади́мирович Самоду́ров (род. 19 мая 1974, Таллин) — российский артист балета и хореограф. Художественный руководитель балетной труппы Екатеринбургского театра оперы и балета в 2011—2023 годах. Заслуженный деятель искусств Российской Федерации (2023).

## Биография
Родился в Таллине в семье военного, с детства занимался фигурным катанием. Когда Вячеславу было восемь лет, отца с семьёй перевели в Ленинград, и мать отвела его в балетную школу — Академию русского балета имени А. Я. Вагановой. Ещё учащимся, вместе с курсом принимал участие в спектаклях Театра оперы и балета имени С. М. Кирова (с января 1992 года — Мариинский театр). Педагогом был Геннадий Селюцкий. После окончания в 1992 году был зачислен в балетную труппу Мариинского театра.
Первое сильнейшее впечатление от современной хореографии получил в Мюнхене, когда оказался там с небольшой группой учащихся Вагановской школы для участия в концерте. Это были «Свадебка» и «Симфония ре мажор» Иржи Килиана. И уже будучи солистом театра, специально для Международного конкурса «Майя» в 1996 году вдвоём с Юрием Петуховым подготовил миниатюру «Постскриптум» на музыку Р. Щедрина — «монолог Вронского, преследуемого кошмарным видением гибели Анны»:

В резких ударах музыки, в исступлённой скороговорке твердимых движений словно билась назойливая мучительная мысль. Тщетно пытался Вронский отогнать её романтическим воспоминанием о первой встрече с Анной. Он метался, ища выход из невидимого лабиринта, и в гипнотическом безумии провожал взглядом летящий мимо поезд…
— Юлия Яковлева, «Петербургский театральный журнал» май 1999
В итоге выиграл золотую медаль конкурса, вскоре после чего был переведён в ранг премьера.
В 2000 году подписал контракт с Национальным балетом Нидерландов, где также в ранге премьера исполнял хореографию Фредерика Аштона, Джерома Роббинса, Уильяма Форсайта, Ханса ван Манена. C 2003 года работал в балетной труппе Королевского балета в Ковент-Гардене, танцуя в основном английскую классику: Нинетт де Валуа, Кеннета МакМиллана, там же поставил два балета для своих коллег (в 2009 и 2010 году) — опыт, ставший для него определяющим. В 2010 году был приглашён для постановки в Михайловский театр. Травма ноги помешала продолжению карьеры танцовщика, и, покинув Лондон, он уже подумывал о завершении балетной деятельности. Находясь в Берлине, он получил неожиданное предложение из Екатеринбурга на предмет постановки большого спектакля. И вскоре директор театра А. Г. Шишкин предложил ему возглавить балетную труппу Екатеринбургского театра оперы и балета в качестве художественного руководителя.
Год спустя совместно с фондом «Евразия балет» Самодуров организовал в Екатеринбурге проект по поддержке молодых хореографов — «Dance-платформа», на которую приезжают начинающие хореографы и занимают в постановках бо́льшую часть труппы, давая им возможность показать себя. По его инициативе для постановок в театр приглашают «новых классиков»: Пола Лайтфута и Соль Леон, Ханса ван Манена. В 2017 году привлёк в качестве штатного хореографа Антона Пимонова — экс-танцовщика из Санкт-Петербурга. Для научной реконструкции спектакля «Арлекинада» в год 200-летия Мариуса Петипа был приглашён Юрий Бурлака.
Не сразу, но в Екатеринбургском театре изменилась публика: в театр пошли молодые зрители. Он был одним из инициаторов ребрендинга названия театра, исключившего из афиш слово «академический», получившего более ёмкое название — Урал Опера Балет.
В 2016 году, работая над постановкой для Большого театра и выбрав для этого малоизвестный балет, написанный Х. В. Хенце для Ф. Аштона в 1958 году, отталкиваясь от партитуры, перепадов настроений, ритмов и формы, сам написал к нему либретто.
В 2015 году вошёл в жюри международного конкурса-фестиваля «Context. Диана Вишнёва», в 2018 году работал в составе жюри ежегодного Международного фестиваля балета «Dance Open», был председателем жюри по музыкальным театрам на фестивале «Золотая маска» — 2021.
Из увлечений — фотография, на которую не остаётся времени, походы в Ельцин-центр.
В августе 2023 года стал фрилансером, покинув должность художественного руководителя балетной труппы Екатеринбургского театра оперы и балета.

## Постановки
Мне интересно, можно ли сделать спектакль, используя лекала Петипа — так, чтобы результат в контексте современности не выглядел слоном в посудной лавке.
Меня не покидает ощущение, что балет обманывает сам себя, пытаясь всерьёз пересказывать какой-нибудь роман. Такие балеты гораздо проще для восприятия, но они оттесняют сам танец и его возможности из центра зрительского внимания.
…спектакли, которые на премьере освистывали, потом признавали шедеврами. Если не делать вообще ничего, не сочинять новых балетов, движение прекратится, и мы умрём. Пусть артисты осваивают неизведанное, зритель учится смотреть и понимать, а время отберёт лучшее.
Королевский балет (Лондон)
- 2009 — «Нелинейные взаимодействия» на музыку Ю. Катори и Д. Скарлатти
- 2010 — «Trip Trac» на музыку Д. Шостаковича

Михайловский театр
- 2010 — «Минорные сонаты» на музыку Д. Скарлатти

Екатеринбургский театр оперы и балета
- 2012 — Amore Buffo по мотивам оперы «Любовный напиток» Г. Доницетти
- 2013 — Cantus Arcticus / «Песни Арктики» на музыку Э. Раутаваары
- 2013 — «Вариации Сальери» на музыку А. Сальери (новая версия — в 2021 году)[20]
- 2013 — «Цветоделика» на музыку П. Чайковского, А. Пярта, Ф. Пуленка
- 2014 — «Мимолётности» на музыку С. Прокофьева
- 2015 — «Занавес» на музыку О. Респиги
- 2016 — «Ромео и Джульетта» С. Прокофьева
- 2016 — «Снежная королева» А. Васильева
- 2018 — «Пахита» на музыку Э. Дельдевеза и Л. Минкуса в свободной транскрипции Ю. Красавина[K 5]
- 2018 — «Приказ короля» на музыку А. Королёва
- 2021 — L.A.D. на музыку Леонид Десятникова (совместно с Максимом Петровым, Максимом Севагиным, Андреем Кайдановским)
- 2021 — «Видение розы» К. М. фон Вебера на основе хореографии Михаила Фокина
- 2021 — «Конёк-горбунок» на музыку А. Королёва (совместно с Антоном Пимоновым)
- 2021 — «Неаполь» на музыку Х. С. Паулли и Э. Хёльстеда
- 2023 — «Павильон Армиды» / «Венгерские танцы» / Sextus Propertius на музыку Н. Черепнина, И. Брамса и А. Сысоева (совместно с Максимом Петровым, Антоном Пимоновым)

Dance-платформа
- 2012 — H₂O (спектакль идёт под фонограмму, собранную диджем Виталием Жеребцовым)[22]

Королевский балет Фландрии
- 2014 — «Ромео и Джульетта» С. Прокофьева

Большой театр
- 2016 — «Ундина» Х. Хенце
- 2021 — «Танцемания» на музыку Ю. Красавина
- 2024 — «Буря» по одноимённой пьесе У. Шекспира на музыку Ю. Красавина[23]

Пермский академический театр оперы и балета
- 2017 — «Поцелуй феи» И. Стравинского
- 2022 — «Севагин / Самодуров / Пимонов» — одноактный балет на музыку В. Раннева[24]

Театр балета имени Леонида Якобсона
- 2024 — «598 тактов» на музыку К.-Ф.-Э. Баха[23]

Театр имени Станиславского и Немировича-Данченко
- 2024 — «Перигелий» — одноактный балет на музыку В. Горлинского

## Фильмография
- 2005 — Пять дней Вячеслава Самодурова — камео (документальный фильм; реж. М. Косырев-Нестеров)[25]

## Награды и звания
- 1996 — лауреат I премии Международного конкурса артистов балета «Майя» (Санкт-Петербург)[4];
- 2013 — специальный диплом жюри конкурса и фестиваля «Браво! — 2012» за балет «H₂O», представленный в рамках Уральской биеннале современного искусства[26];
- 2014 — лауреат премии «Золотая маска» в номинации «Работа балетмейстера/хореографа» («Вариации Сальери», 2013)[27];
- 2014 — лауреат конкурса и фестиваля «Браво! — 2013» в номинации «Лучшая работа хореографа» за спектакль «Вариации Сальери» (2013)[28];
- 2014 — «Персона года» по версии газеты «Музыкальное обозрение» за постановку спектакля «Cantus Arcticus», ставшего «Событием года» в балете;
- 2015 — лауреат премии «Золотая маска» в номинации «Лучшая работа хореографа» («Цветоделика», 2013)[29];
- 2015 — лауреат конкурса и фестиваля «Браво! — 2014» в номинации «Лучшая работа хореографа» за спектакль «Цветоделика» (2013)[30];
- 2015 — «Событие года» по версии газеты «Музыкальное обозрение» за постановку спектаклей «Цветоделика» и «Мимолётности»;
- 2016 — лауреат Российской национальной премии «Душа танца» в номинации «Маг танца»[31];
- 2020 — лауреат премии «Золотая маска» в номинации «Работа балетмейстера-хореографа» («Приказ короля», 2018)[32];
- 2020 — лауреат премии Правительства РФ в области культуры и искусства за 2019 год — за постановку балета «Пахита» в Екатеринбургском театре оперы и балета[33];
- 2023 — заслуженный деятель искусств Российской Федерации (26 января 2023) — за вклад в развитие отечественной культуры и искусства, многолетнюю плодотворную деятельность[34];
- 2023 — лауреат премии «Бенуа де ля данс» в номинации «Хореограф» («Танцемания», Большой театр)[35];
- 2023 — лауреат премии «Золотая маска» в номинации «Лучшая работа хореографа» («Танцемания», Большой театр)[36][37];
- 2024 — лауреат премии «Золотая маска» в номинации «Лучшая работа постановщика» («SEXTUS PROPERTIUS», театр «Урал Опера Балет»)[38].

## Критика
Танцовщик
Самодуров — из тех, кого числят балетными интеллектуалами. Он был замечен за невероятную техническую виртуозность и бравурную, героическую манеру танца в самых разных постановках: «Allegro vivace» Дж. Баланчина, «Танго» Х. ван Манена, «Средний дуэт» А. Ратманского, «Юноша и смерть» Р. Пети:

Столь непохожие балеты роднит одно: для танцовщиков каждый подобен спринтерской дистанции, требующей максимального напряжения сил и эмоций в короткий отрезок времени. Не академист и не гротеск, Самодуров — танцовщик именно таких экстремальных состояний. Изматывающая других музыкально-танцевальная плотность — для него то, что надо. Тогда в его танце появляются и пластическая экспрессия, и нервная взвинченность (впрочем, без тени рафинированного «декаданса»).
— Юлия Яковлева, «Петербургский театральный журнал» май 1999
Хореограф
«Минорные сонаты»

Неослабевающий темп, насыщенность текста, поддержки, нарушающие монотонность ровного развития, порой агрессивность острых и резких движений и упоительная красота рождающегося танца, а в нём — при желании улавливаемая нежная история о встречах и невстречах, понимании и расставании. В индивидуальном почерке начинающего хореографа ощущается ясность высказывания и уверенность в выбранной стилистике.
— Ольга Макарова, «Петербургский театральный журнал» декабрь 2010
«Amore buffo»

…он доказал, что в наше время в российском театре можно поставить полнометражный спектакль на основе классического танца, не рискуя получить на выходе банально-школьное подражание академическим образцам. Хореограф соединил нашу классику с западной неоклассикой, то есть придал классическим па иные, острые, ракурсы, неожиданные — для отечественного балета — комбинации и развороты тел, вдохнул новую энергетику.
— Кирилл Матвеев, «Газета.ru» 29 января 2013
«Ромео и Джульетта»

Первый показ балета прошёл в годовщину смерти Прокофьева и к 400-летию смерти Шекспира. Екатеринбург помянул двух гениев творчески, обретя качественный авторский спектакль, в котором, по словам хореографа, «смыслы свободно фланируют между прошлым и настоящим». А что в конце нет сцены примирения, так это мнение мудрого пессимиста Самодурова. Он считает, что история никого ничему не учит. И, оглядываясь вокруг, кто сей тезис опровергнет?
— Майя Крылова, «Театрал» 8 марта 2016
«Приказ короля»

Главная авторская находка Самодурова — это интонация. Рядом с проникновенными, абсолютно кристально выстроенными адажио в рамках одного спектакля появляются разнузданные пляски — и это даже не неоклассические номера для утончённых прима-балерин, а броская, брутальная, агрессивная пляска для балетной шпаны, которая отжигает и угорает с таким напором и самоотдачей, которые можно встретить разве что на рейве.
— Полина Дорожкова, «Петербургский театральный журнал» октябрь 2018

## Комментарии
1. ↑  Сара Лэмб[англ.], партнёрша Самодурова по «Лебединому озеру» в Ковент-Гардене, была первой, для кого он поставил небольшой номер — па-де-де[6].
2. ↑  Как балетмейстер Самодуров впервые заявил о себе в 2006 году на Мастерской молодых хореографов на Новой сцене Большого театра, куда его пригласил Алексей Ратманский — в его хореографическом номере «+/-2» на музыку Г. Ф. Генделя тогда выступили Е. Крысанова и А. Меркурьев[7].
3. ↑  С июля 2020 года Антон Пимонов возглавил балетную труппу Пермского театра оперы и балета[12].
4. ↑  Будучи танцовщиком Королевского балета, Самодуров исполнял в балете Ф. Аштона роль повелителя вод Тиренио, но поскольку сюжет был сильно запутан, он его так и не запомнил[14].
5. ↑  Самодуров взял на себя завершение постановки в связи с внезапной смертью хореографа Сергея Вихарева[21].